# Else Hoppe (Literaturwissenschaftlerin)
Else Hoppe (geboren als Else Meyer am 1. Dezember 1897 in Bochum; gestorben am 2. Juli 1973 in Braunschweig) war eine deutsche Literaturwissenschaftlerin.

## Leben
Else Meyer war die Tochter des Juristen Wilhelm Meyer. Da dieser ab 1910 eine Stelle in Leipzig innehatte, studierte Else dort später Deutsche Literaturwissenschaft, Philosophie und Geschichte. Sie schloss das Studium 1920 mit einer Dissertation über Die Einakter der deutschen Literatur ab. Im darauffolgenden Jahr heiratete sie Karl Hoppe, ebenfalls Literaturwissenschaftler, den sie in Leipzig kennengelernt hatte. Mit ihm hatte sie eine Tochter. Das Paar lebte ab 1926 in Braunschweig, wo Karl Hoppe eine Professorenstelle für Germanistik erhielt und von 1933 bis 1936 als Dekan wirkte. Laut Aussage von Ernst-August Roloff, dem Sohn eines Kollegen, sei sie die intelligentere Person des Ehepaars gewesen: Während er selbst in dieser Zeit wenig publizierte, habe sie dies deutlich umfangreicher getan und vermutlich auch seinen Vorlesungen zugearbeitet.
Schwerpunkte ihrer eigenen Forschung waren Frauen von Dichtern, zudem analysierte sie Frauenliteratur in Hinsicht auf die darin dargestellte Gleichberechtigung von Mann und Frau sowie das Bild des Mannes aus der Sicht weiblicher Schriftsteller. Zu diesem Thema publizierte sie 1930 (zweite Fassung 1934) unter dem Titel Liebe und Gestalt. Der Typus des Mannes in der Dichtung der Frau. 1936 veröffentlichte sie eine Biografie zu Ricarda Huch, zu deren Person sie auch mehrere Aufsätze geschrieben hatte. Nach Huchs Tod 1947 folgte 1951 eine zweite, wesentlich umfangreichere Fassung des Werks. 1955 veröffentlichte sie den Aufsatz Das Problem der schöpferischen Frau, aufgezeigt an der Persönlichkeit der Dichterin.
Während des Zweiten Weltkriegs war Hoppe Deutschlehrerin an einem Gymnasium. 1944 verfasste sie den Roman Die Ebenbürtigen. Christine Engehausens Ehe mit Friedrich Hebbel. Nach dem Krieg betätigte sie sich vor allem als Übersetzerin.
Sie war eng befreundet unter anderem mit Ina Seidel und Agnes Miegel.
1973 beging Hoppe Suizid, nachdem ihr Mann wenige Tage zuvor gestorben war.
Die Else-Hoppe-Straße im Braunschweiger Stadtteil Stöckheim wurde ihr zu Ehren benannt.